# 唐·夏普莱斯
唐·夏普莱斯（英語：Don Sharpless，1933年1月8日—2017年8月2日）美国音频工程师。他曾因电影兴登堡遇难记提名奥斯卡最佳音响效果奖。

## 部分影视作品
- 兴登堡遇难记（英语：The Hindenburg (film)） (1975)[2]